# La Bamba (Lied)
La Bamba ist der Titel eines mexikanischen Volksliedes, das erstmals in der Popmusik durch Ritchie Valens im Jahre 1958 erfolgreich aufgegriffen wurde und seither in zahlreichen Coverversionen vorliegt.

## Entstehung

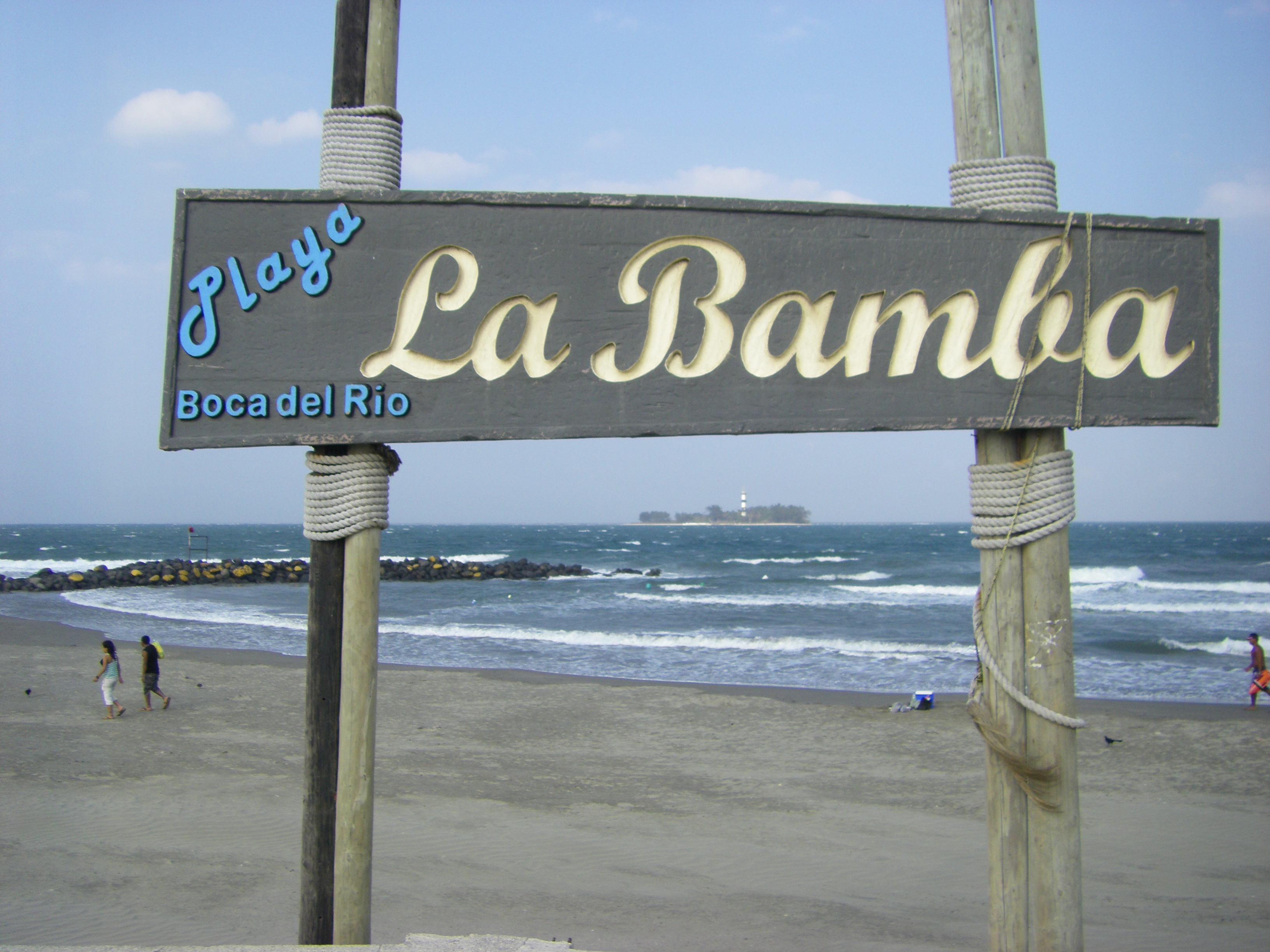
Playa La Bamba in Boca del Rio bei Veracruz

In der Nacht vom 17. auf den 18. Mai 1683 suchte der niederländische Pirat Laurens (Lorenz) de Graaf die mexikanische Stadt Veracruz heim, versammelte die Bewohner in der Kirche und plünderte und brandschatzte den Ort. Dieser Vorfall wurde von der überlebenden spanischen Administration am 18. Juni 1683 nach Madrid gemeldet. Später bauten die Einwohner die Stadt wieder auf und bereiteten sich auf mögliche weitere Überfälle vor. Das Wort „bamba“ kommt vom spanischen Wort „bambarria“, was etwa mit dem Versuch übersetzt werden kann, etwas künftig zu verhindern, was bereits einmal geschehen ist. „Arriba, arriba“ soll die Stadtregierung auffordern, die Vorbereitungen gegen künftige Überfälle zu beschleunigen, kann aber auch als Aufforderung zur Beschleunigung des Tanzes gedeutet werden.
Manche Forscher gehen davon aus, dass das Lied sogar afrikanische Wurzeln hat, weil viele mexikanische Sklaven aus Angola/Kamerun kamen, wo der Stamm der MBamba am Bamba-Fluss lebe. In diesem Kontext wird „bambarria“ als Aufstand der Sklaven gegen die Spanier interpretiert. Sie tanzten nachweislich seit 1816 nach dem Lied.
Der spanische Liedtext erklärt, dass für den La-Bamba-Tanz ein wenig Anmut („una poca de gracia“) für beide Tänzer erforderlich sei, und der Erzähler stellt klar, dass er kein bloßer Seemann, sondern Kapitän ist („Yo no soy marinero, soy capitán“). Die Tanzart „bambolear“ kann mit „hin- und herschwingen“ übersetzt werden. Von bambolear leitet sich auch das Wort Bambolero/Bambolera ab. Umgangssprachlich ist ein Bambolero eine Person, die gerne prahlt. Beides erlaubt Rückschlüsse auf den Erzähler. Im Mexikanischen ist das Lied ein „son“, eine in 7 Regionen zu findende musikalische Form im 6/4-Takt. La Bamba besitzt als „son jarocho“ („jarocho“ deutet auf eine Herkunft aus der Stadt Veracruz bzw. ihrer unmittelbaren Umgebung) ausnahmsweise einen 4/4-Takt. Musikalisch basiert das Lied auf einem sehr simplen harmonischen Ostinato (einer kurzen Akkordfolge, die fortwährend wiederholt wird): Tonika, Subdominante, Dominante, z. B. |: D, G, A :|. In der alten Fassung existieren drei Strophen plus dreimal ein Refrain.
Als Volkslied entstanden, wandelte es sich in Veracruz in ein Hochzeitslied um. Ursprünglich im mexikanischen Son Jarocho-Musikstil verfasst, wird es traditionell mit ein oder zwei arpas jarochas (Harfen), Geige, Jarana Jarocha und Gitarrenbegleitung gespielt.

## Musikaufnahmen
Die älteste bekannte Plattenaufnahme stammt von Andres Huesca Y Su Trio Huracan unter dem Titel El Jarabe Veracruzano (Die Hochzeit in Veracruz) aus dem Jahre 1908. El Jarocho (Alvaro Hernández Ortiz; Gesang und Gitarre) nahm La Bamba - Son Veracruzane um 1929 auf (Mexican Victor 76102); die Katalog-Chronologie legt jedoch eher 1939 nahe. Danach ist eine Aufnahme von den Los Tres Vaqueros überliefert (RCA 7249; 1945).

## Alte Fassung mit drei Strophen
Eine der alten, heute in Mexico bekannten und aktuell immer noch gesungenen Volkslied-Textfassungen lautet:
Para bailar la bamba, para bailar la bamba se necesita una poca de gracia, una poca de gracia y otra cosita.

Ay arriba, arriba, arriba, arriba, arriba iré.

Yo no soy marinero, yo no soy marinero, por ti seré, por ti seré, por ti seré.

((Refrain)) Bailar ba bamba, ba ba bamba, ba ba bamba, la bamba.

En mi casa me dicen, en mi casa me dicen: "El inocente", porque tengo chamacas, porque tengo chamacas de quince al veinte.

Ay arriba, arriba, - arriba, arriba, arriba iré.

((Refrain))

Para llegar al cielo, para llegar al cielo se necesita una poca de gracia, una poca de gracia y otra cosita.

Ay arriba, arriba, Ay arriba, arriba, arriba iré.

Yo no soy Marinero, soy capitan, soy capitan, soy capitan, por ti seré, por ti seré.

((Refrain))

## Coverversionen

### Harry Belafonte
Am 6. März 1956 entstand La Bamba erstmals in einem US-Tonstudio mit Harry Belafonte unter dem Titel Bam Bam Bamba für die LP Very Best of Harry Belafonte. Als Bearbeiter ist hier der Folk-Gitarrist William Clauson genannt, der 1953 die Vorlage für die Belafonte-Version geliefert hat. Clauson machte ausgedehnte Reisen durch Mexiko und wird dort mit der Urfassung in Berührung gekommen sein.

### Ritchie Valens

Ritchie Valens - La Bamba

Ritchie Valens hatte La Bamba auf einem Clauson-Konzert gehört und nahm das Lied am 23. September 1958 in den Gold Star Studios von Los Angeles auf, produziert von Bob Keane. Als Begleitung wirkten Ernie Freeman (Piano), René Hall (Danelektrobass), Buddy Clark (Kontrabass), Carol Kaye (Rhythmusgitarre) und Earl Palmer (Schlagzeug) mit. Mit Carol Kaye und Earl Palmer trafen hier zwei spätere Mitglieder der berühmten Sessionmusiker The Wrecking Crew zusammen. Valens spielt den Intro-Gitarren-Riff und das Gitarren-Solo im Instrumentalteil. Der mit mexikanischen Wurzeln versehene Sänger wollte zunächst nicht das traditionelle Lied mit Rock & Roll-Elementen arrangiert wissen, willigte jedoch ein und sang ihn in schlechtem Spanisch. Als Bearbeiter ist auch hier Clauson genannt. La Bamba erschien als B-Seite von der Ballade Donna am 18. Oktober 1958 (Del-Fi 4110). Während die Ballade Rang 2 der US-Hitparade erreichte, kam die B-Seite immerhin noch auf Platz 22.

### Los Lobos
Unter dem Filmtitel La Bamba wurde auch die wahre Biografie von Ritchie Valens verfilmt; die US-Premiere von La Bamba fand am 24. Juli 1987 statt. Los Lobos präsentierten hierin eine Coverversion, die nach ihrer Veröffentlichung im Juni 1987 zur ersten Nummer-eins-Hit-Version von La Bamba in den USA wurde. Auch in 27 weiteren Ländern erreichte sie die Topposition in der jeweiligen Hitparade und verkaufte weltweit mehr als 2 Millionen Exemplare.

#### Chartplatzierungen
| ChartsChartplatzierungen       | Höchstplatzierung | Wochen |
| ------------------------------ | ----------------- | ------ |
| Deutschland (GfK)              | 7 (17 Wo.)        | 17     |
| Österreich (Ö3)                | 3 (16 Wo.)        | 16     |
| Schweiz (IFPI)                 | 1 (23 Wo.)        | 23     |
| Vereinigte Staaten (Billboard) | 1 (11 Wo.)        | 11     |
| Vereinigtes Königreich (OCC)   | 1 (21 Wo.)        | 21     |

| ChartsJahrescharts (1987)      | Platzierung |
| ------------------------------ | ----------- |
| Deutschland (GfK)              | 49          |
| Österreich (Ö3)                | 20          |
| Schweiz (IFPI)                 | 4           |
| Vereinigte Staaten (Billboard) | 11          |
| Vereinigtes Königreich (OCC)   | 18          |

#### Auszeichnungen für Musikverkäufe
| Land/Region                  | Auszeichnungen für Musikverkäufe (Land/Region, Auszeichnung, Verkäufe) | Verkäufe |
| ---------------------------- | ---------------------------------------------------------------------- | -------- |
| Frankreich (SNEP)            | Gold                                                                   | 500.000  |
| Kanada (MC)                  | Platin                                                                 | 100.000  |
| Neuseeland (RMNZ)            | Gold                                                                   | 10.000   |
| Spanien (Promusicae)         | Gold                                                                   | 30.000   |
| Vereinigtes Königreich (BPI) | Silber                                                                 | 200.000  |
| Insgesamt                    | 1× Silber · 3× Gold · 1× Platin ·                                      | 840.000  |

## Weitere Coverversionen
Über 150 Fassungen existieren weltweit, zum Beispiel von Los Machucambos im Jahr 1960. Die Tokens erreichten mit La Bamba eine mittlere Chart-Position (Juni 1962), eine typisch mexikanische Folklore-Interpretation kam 1963 von der Gruppe Mariachi Vargas de Tecalitlán heraus. Trini Lopez berücksichtigte ihn auf seiner Live-LP At PJ’s (veröffentlicht am 5. Juni 1963; Rang 2 der LP-Charts). Es folgten Neil Diamond (LP Feel of Neil Diamond; September 1966), die Sandpipers (Juni 1967) oder James Last (LP This is James Last; April 1967, GB-6). La Bamba gehört zu den 100 wichtigsten amerikanischen Musikwerken des 20. Jahrhunderts des National Public Radio und erhielt einen BMI-Award.
Liste der Coverversionen
- Joan Baez (Juni 1958: Album Joan Baez in San Francisco)
- Buddy Holly and The Crickets: Ihre Version trägt den Titel (They Call Her) La Bamba
- Los Machucambos (1960), die das Lied erstmals in Frankreich einführten
- The Rolling Stones (1961)
- Dario Moreno, (1961) (französisch)
- Mike Berry (1963)
- Trini Lopez (1963)
- Dean Reed (1965)
- Unit 4 + 2 (1965)
- Neil Diamond, auf seinem ersten Album, The Feel of Neil Diamond (1966)
- Willie Bobo (1967)
- Dusty Springfield (1968)
- Baccara, auf dem Album Light My Fire (Disco-Version) (1978)
- Nico Gomez, in dem Film Brüssel bei Nacht (1983)
- Half Japanese, Album Music To Strip By (1987).
- Julio Iglesias, Album Raices im Medley Mexico (1989)
- Dorothée (1989)
- Nana Mouskouri (1991)
- Weird Al Yankovic, Lasagna-Parodie auf The Food Album (1993)
- Helmut Lotti im Album Latino classics (2000)
- R.E.M. bei MTV Unplugged (2001)
- Wyclef Jean featuring Ro-K und Gammy auf dem Album Welcome to Haiti: Creole 101 (2004)
- Telex, Album How Do You Dance? (2006)
- Gente de Zona, Album En Letra de Otro (2018)

## Adaption
Der Rhythm-&-Blues-Song Twist and Shout hat Passagen von La Bamba adaptiert. Komponiert wurde er 1960 von Bert Berns (unter dem Pseudonym Bert Russell) und Bill Medley (vom Duo The Righteous Brothers). Berns und Medley hatten zwei Sounds zusammengefasst, nämlich Elemente aus Shout (einer Eigenkomposition der Isley Brothers vom August 1959) und Twist-Passagen, beide durch eine La-Bamba-Adaption miteinander verbunden. Aus Twist and Shout entstanden zwei Millionenseller, nämlich durch die Isley Brothers (veröffentlicht im Juni 1962) und die Beatles (März 1964).